# Robyn Young (vận động viên bơi lội)
Robyn Young (sinh ngày 19 tháng 12 năm 2000) là một vận động viên bơi lội Swazi. Cô đã tham gia cuộc thi bơi ngửa 50 mét nữ tại Giải vô địch thể thao dưới nước thế giới 2017.